# Thanh Hoa
Thanh Hoa (vietnamita: Thanh Hóa) é uma província do Vietnã.